# نايزبتروفسك
نايزبتروفسك (بالروسية: Нязепетровск) هي إحدى مدن روسيا في الكيان الفدرالي الروسي تشيليابينسك أوبلاست.